# Melby (Shetland)

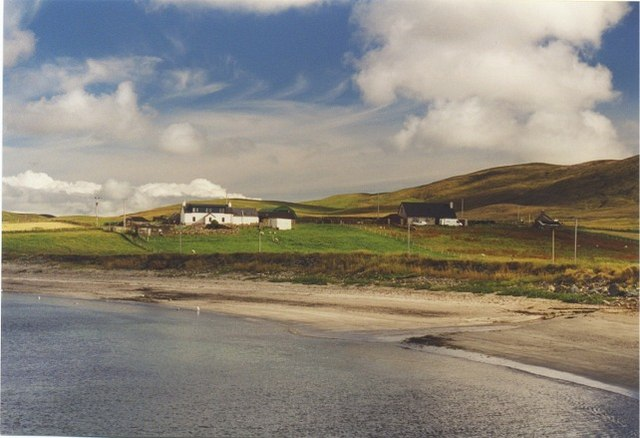
Der Strand in Melby

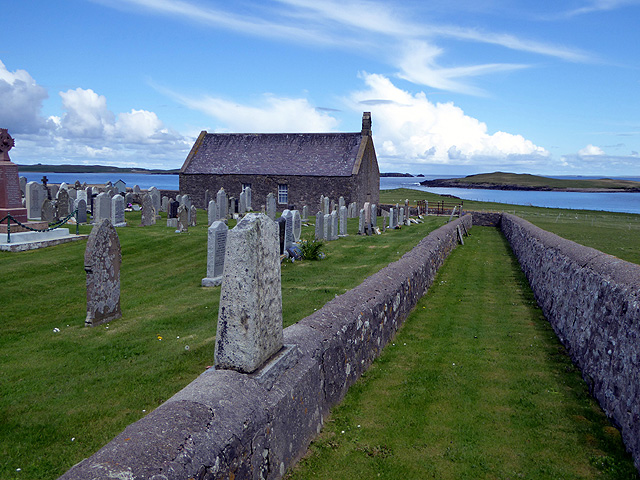
Kirche und Friedhof von Melby

Melby ist eine kleine Ortschaft, die in Schottland im Westen der Shetlandinseln liegt.

## Geographie
Melby liegt am südlichen Ufer der Meeresstraße Sound of Papa. In sie erstreckt sich, mit dem Ness of Melby, eine Landspitze, an der sich ein kleines Pier befindet. Im Sounds liegt die Insel Holm of Melby. Südlich des Ortes befindet sich mit dem Hill of Melby ein 226 Meter hoher Berg.
Ortschaften in der Nähe von Melby sind Huxter im Westen, Sandness im Südosten und Norby Osten.

## Historisches
Im Rahmen der historischen Gliederung Schottlands in Civil Parishes zählt Melby zu Walls and Sandness. Im Ort sind zwei Gebäude als Listed Building in der Kategorie B ausgewiesen worden. Diese sind das Melby House und das North House.

## Verkehr
In Melby endet der nördliche Arm der A971, die von Tingwall nach Westen führt.